# Crépey
Crépey település Franciaországban, Meurthe-et-Moselle megyében. Lakosainak száma 386 fő (2022. január 1.). Crépey Allain, Colombey-les-Belles, Germiny, Goviller, Selaincourt és Thuilley-aux-Groseilles községekkel határos.

## Népesség
A település népességének változása:
| Lakosok száma | 347  | 297  | 274  | 326  | 380  | 389  | 394  | 391  | 385  | 386  |
|               | 1968 | 1982 | 1990 | 2006 | 2013 | 2015 | 2017 | 2019 | 2020 | 2022 |